# IATA-Code
IATA-Codes sind von der International Air Transport Association (IATA) vergebene Codes, mit denen vor allem Flughäfen und Verkehrslandeplätze, Fluggesellschaften und Flugzeugtypen markiert werden.

## Flughäfen
Die IATA-Flughafencodes bestehen aus drei Buchstaben (z. B. FRA für Frankfurt am Main) und wird deshalb im internen Sprachgebrauch der Flugbranche häufig auch 3LC (für Three Letter Code) genannt.
Parallel zu den IATA-Flughafencodes gibt es die ICAO-Codes, die aus vier Buchstaben bestehen (z. B. EDDF für Frankfurt am Main), wobei der erste Buchstabe oder die ersten beiden Buchstaben zur Untergliederung nach weltweiten Regionen und Staaten dienen.